# Église paroissiale de Saint-Hélier
L'église paroissiale de Saint-Hélier (en jersiais : Églyise Pârouaîssiale dé Saint Hélyi ; en anglais : Parish Church of St Helier), est l'église paroissiale de la paroisse de Saint-Hélier (Église d'Angleterre) sur l'île de Jersey.

## Histoire

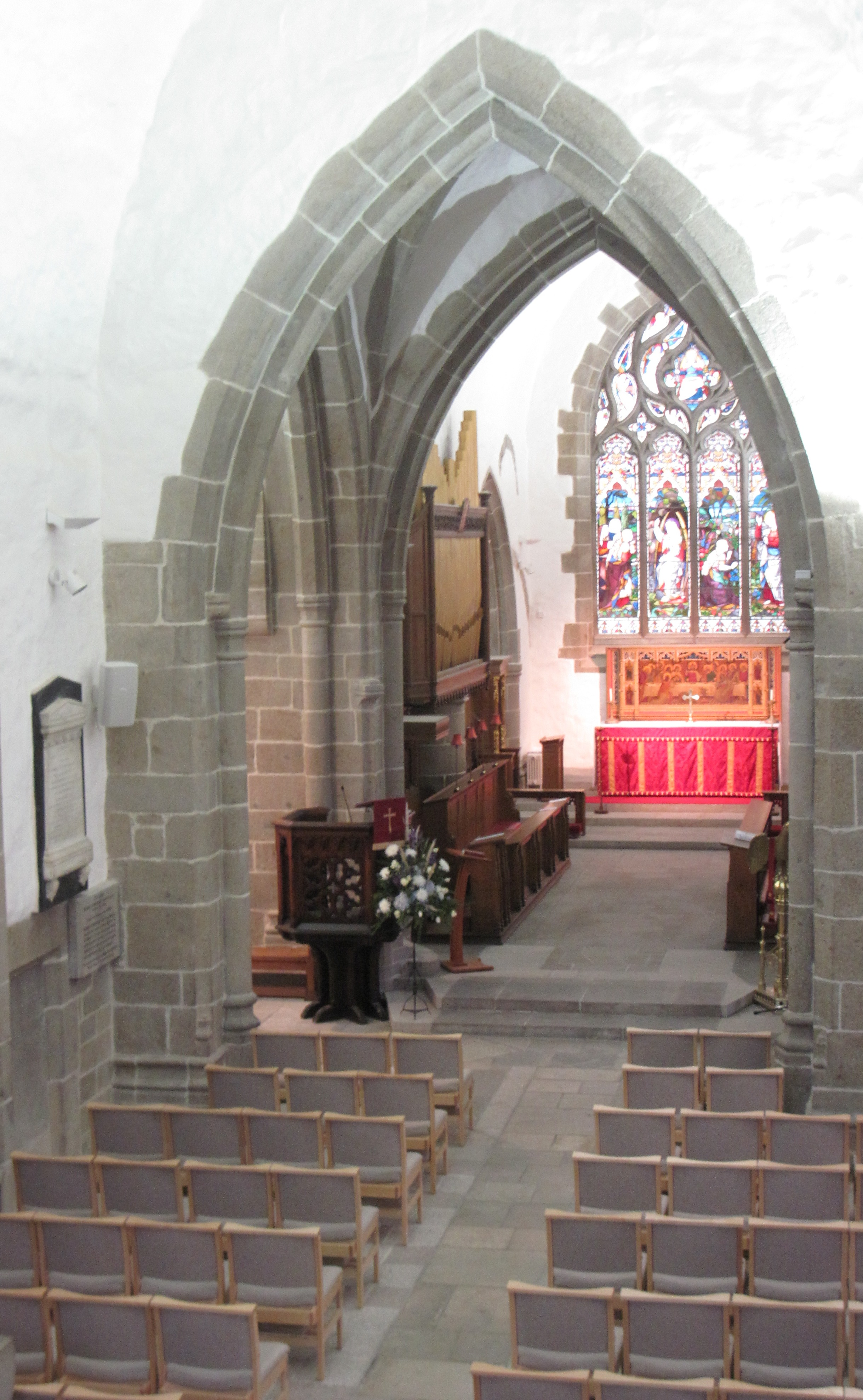
Le chœur et l'orgue de l'église paroissiale de Saint-Hélier.

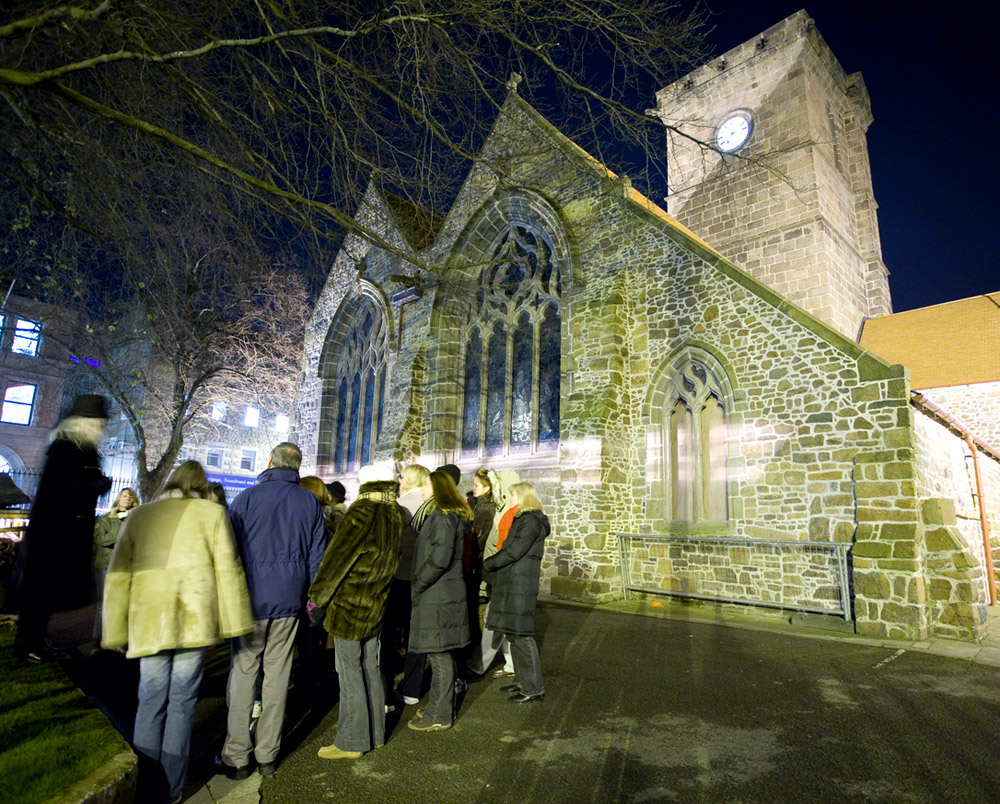
Visite nocturne lors de la « Fête dé Noué » (La fête de la Nuit).

L'église paroissiale de Saint-Hélier est rattachée à l'Église d'Angleterre et fait fonction de pro-cathédrale en assumant la fonction de cathédrale sans en avoir le titre canonique. Elle est le siège de l'évêque de Winchester dont elle dépend. Le doyen de Jersey est intronisé dans ce sacerdoce par l'évêque de Winchester. Le doyen est aussi le recteur de la paroisse de Saint-Hélier.
L'église est consacrée à Hélier de Jersey. En l'an 555, Hélier fut martyrisé par des pirates saxons et décapité par leur chef qui craignait que ses hommes se convertissent par la prédication de Hélier. Hélier ne tarda pas à être vénéré par les insulaires, et finalement fut adopté comme saint patron de Jersey et de sa capitale.
L'édifice actuel date du XIe siècle à l'époque de Guillaume le Conquérant. Tout ce qui est visible de cette époque est la structure des arches autour des vitraux de chaque côté du chœur. Sous la période ducale c'étaient les abbés de Saint-Sauveur-le-Vicomte qui nommaient les prêtres de la paroisse de Saint-Hélier.
La date du chœur est impossible à déterminer, les murs d'origine ont été modifiés par la construction de la chapelle Nord d'un côté (dernier quart du XIIIe siècle, à l'origine une chapelle mortuaire) et de l'autre côté, la chapelle Sud (dernier quart du XVe siècle, souvent connu à tort sous le nom de « Chapelle de la Vierge », La plus grande partie du transept nord date du XIIIe siècle. Le transept sud et la sacristie, dans le prolongement vers l'ouest de la nef, (aujourd'hui transformé en un narthex) sont postérieurs à 1820, et sont en grande partie de style victorien. Une importante rénovation et réorganisation de l'église a commencé en 2007, et prendra plusieurs années.
Le bâtiment a été consacré de nouveau en 1341 pour des raisons inconnues. Une chapelle extérieure, « La Chapelle de la Madeleine », existait dans le coin nord-ouest du cimetière jusqu'à la Réforme protestante. Autrefois, le presbytère se situait près du cimetière, sur le côté nord. Il a été remplacé en 1969 par un nouveau bâtiment formant un grand édifice en béton au style controversé, intégrant une salle paroissiale, des cuisines et une sacristie du chœur, avec un appartement utilisé par le gardien de l'église et du jardin.
Pendant la première guerre civile anglaise (1642-1645) le cimetière attenant à l'église paroissiale de Saint-Hélier a été un lieu de combat entre les forces anti-parlementaires et pro-parlementaires. Lors de la deuxième guerre civile anglaise (1648-1649), les futurs rois d'Angleterre, Charles II et Jacques II, trouvent refuge sur l'île de Jersey. Ils assistent aux offices religieux dans l'église paroissiale pour lesquelles, exceptionnellement le service sera rendu en anglais, bien qu'habituellement les services (calvinistes) avait normalement lieu en français. En effet, en 1663 une traduction française du Livre de la prière commune (Book of Common Prayer) a été autorisée par le roi Charles II pour une utilisation par les anglicans francophones des îles Anglo-Normandes.
En 1781, lors de la bataille de Jersey, les troupes françaises s'emparèrent des canons placés au niveau du narthex de l'église. Les combats furent rudes et les deux commandants des forces anglaises et françaises, Francis Peirson et Phillippe de Rullecourt, furent tués pendant les combats. Leurs dépouilles reposent dans le cimetière attenant à l'église.
L'église paroissiale, qui servit non seulement de lieu de culte, mais aussi de salle de réunions, d’asile pour les criminels, d’arsenal et d’entrepôt, est classée dans la liste du patrimoine de Jersey par la Société Jersiaise et Jersey Heritage.

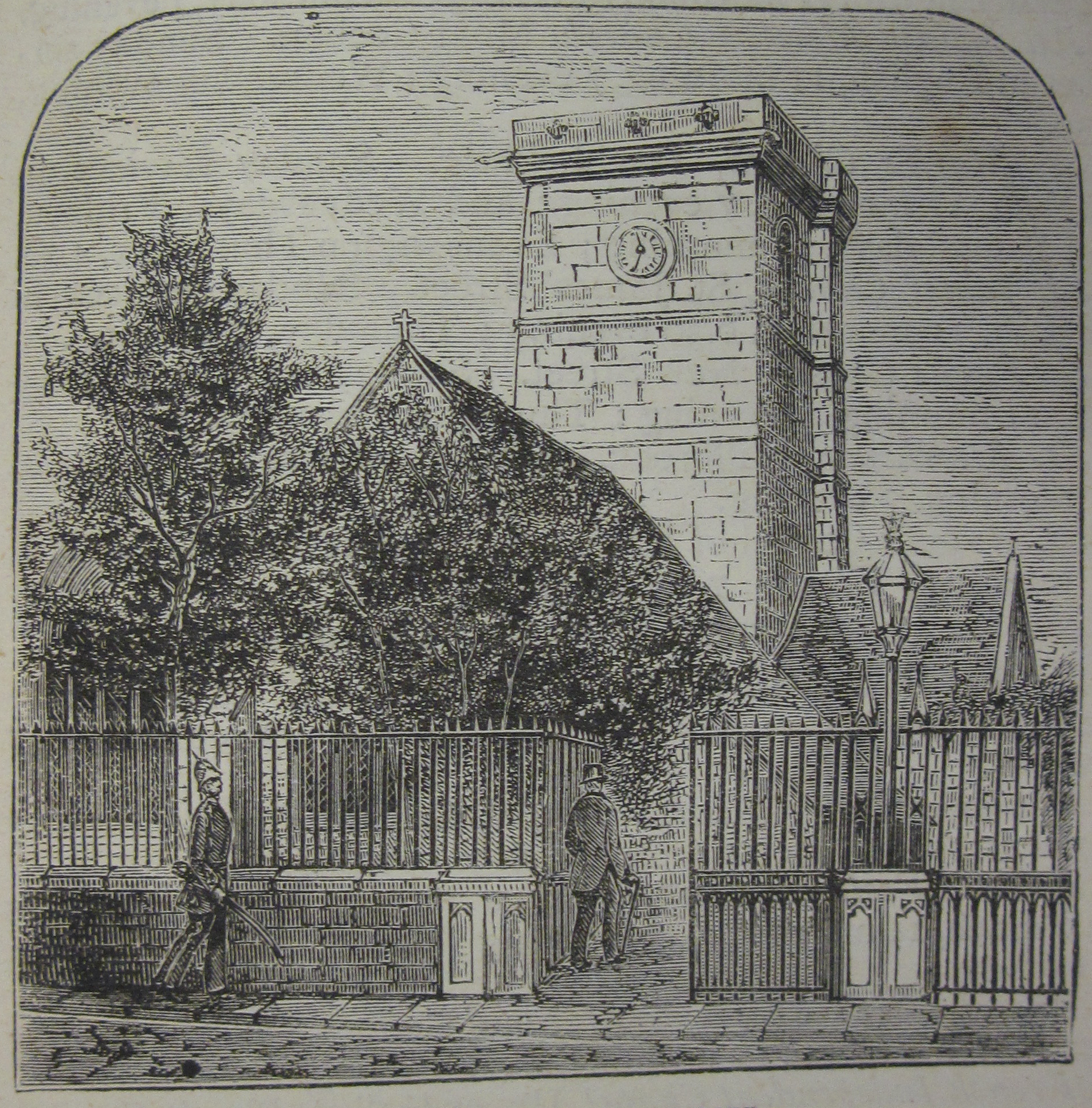
L'église paroissiale de Saint-Hélier, (iconographie du XIXe siècle).
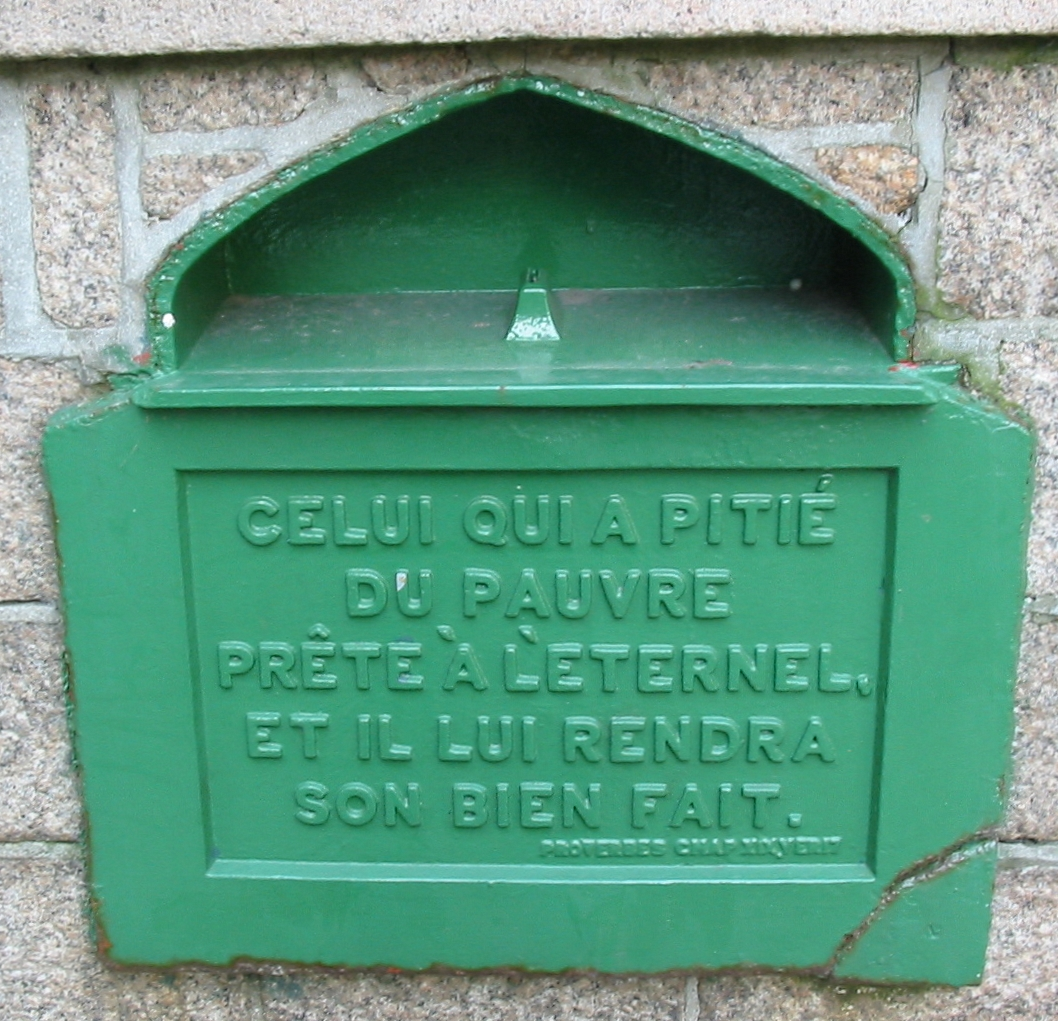
Tronc extérieur pour les dons.
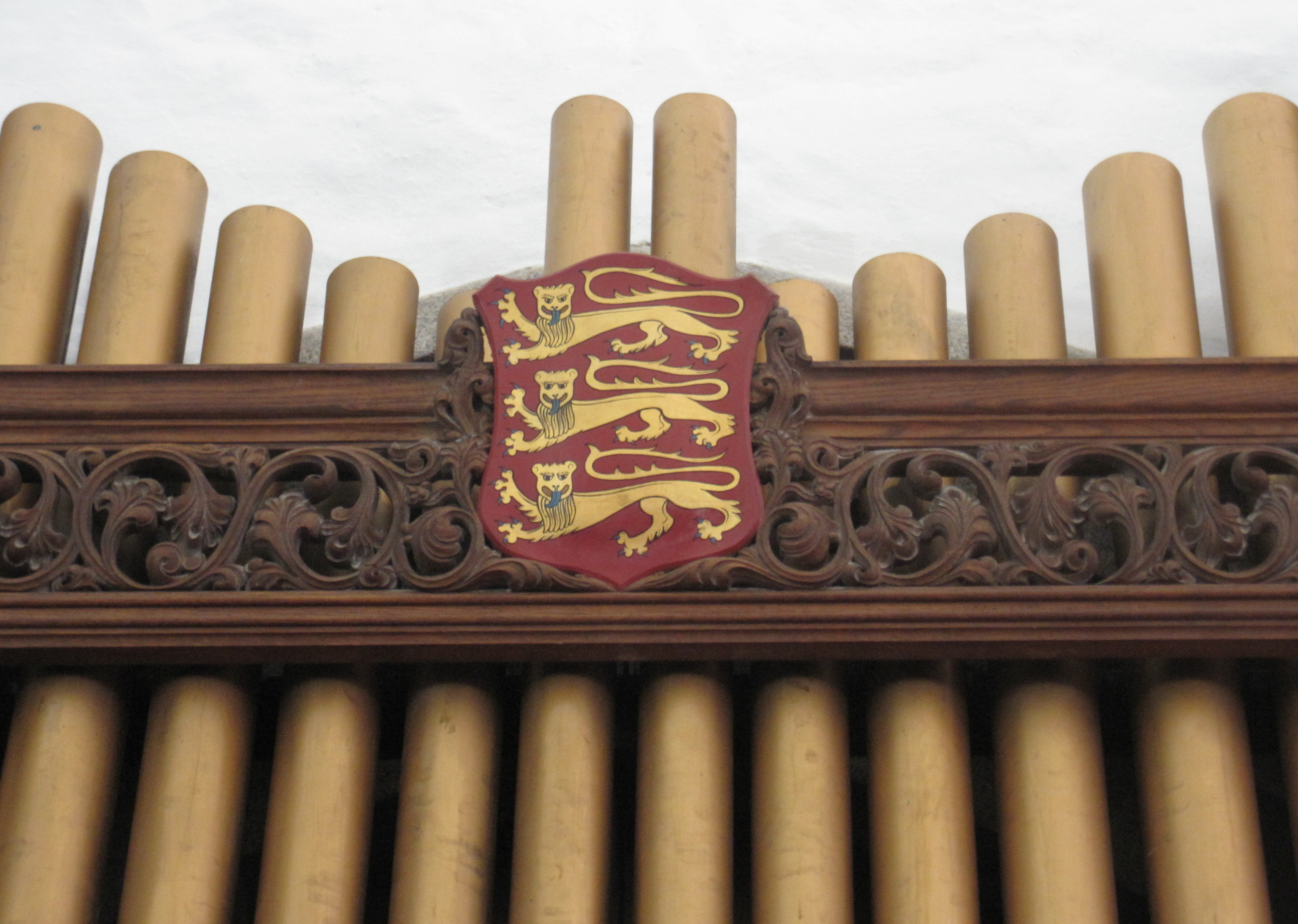
L'orgue.
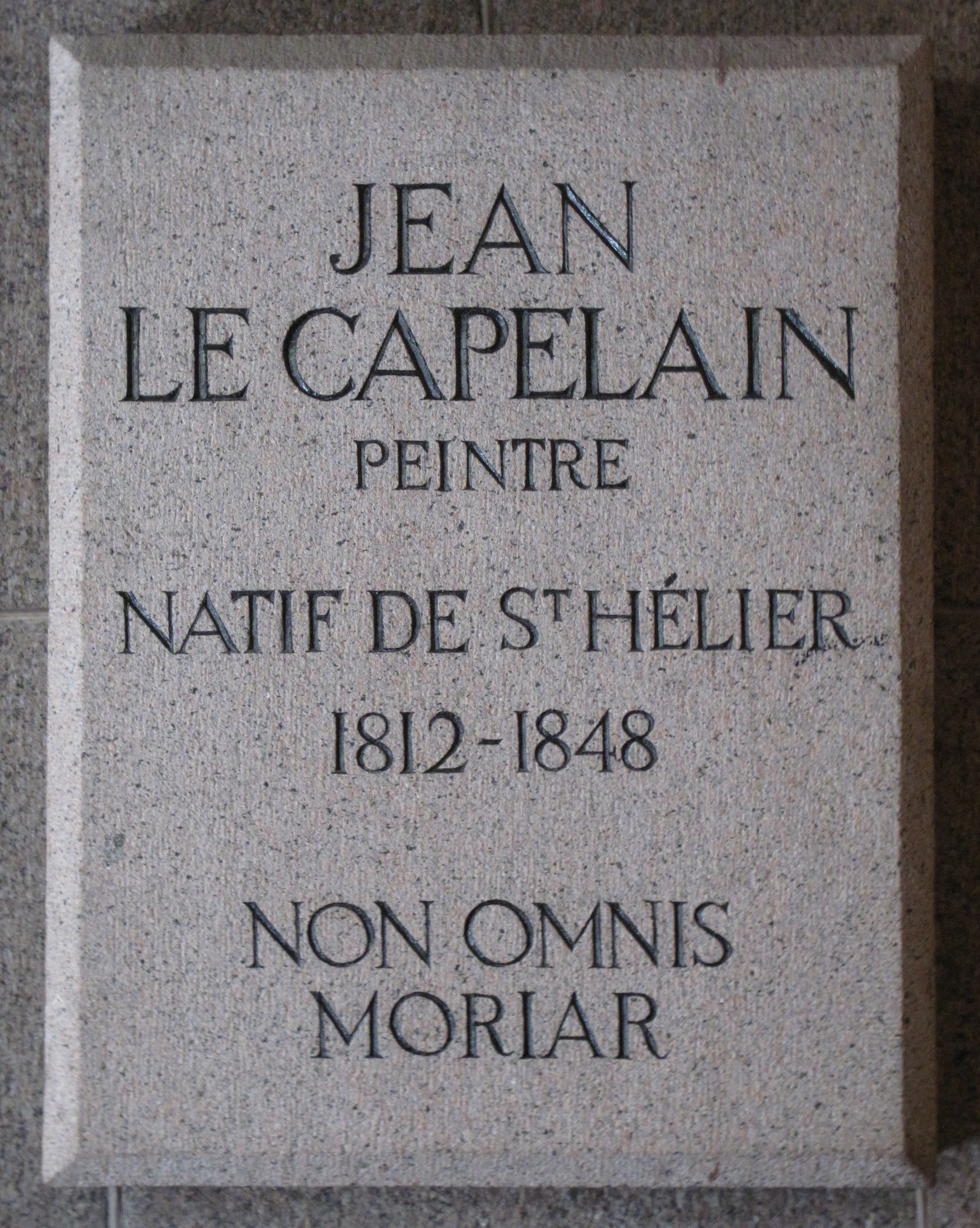
Plaque commémorative en l'honneur de Jean Le Capelain.
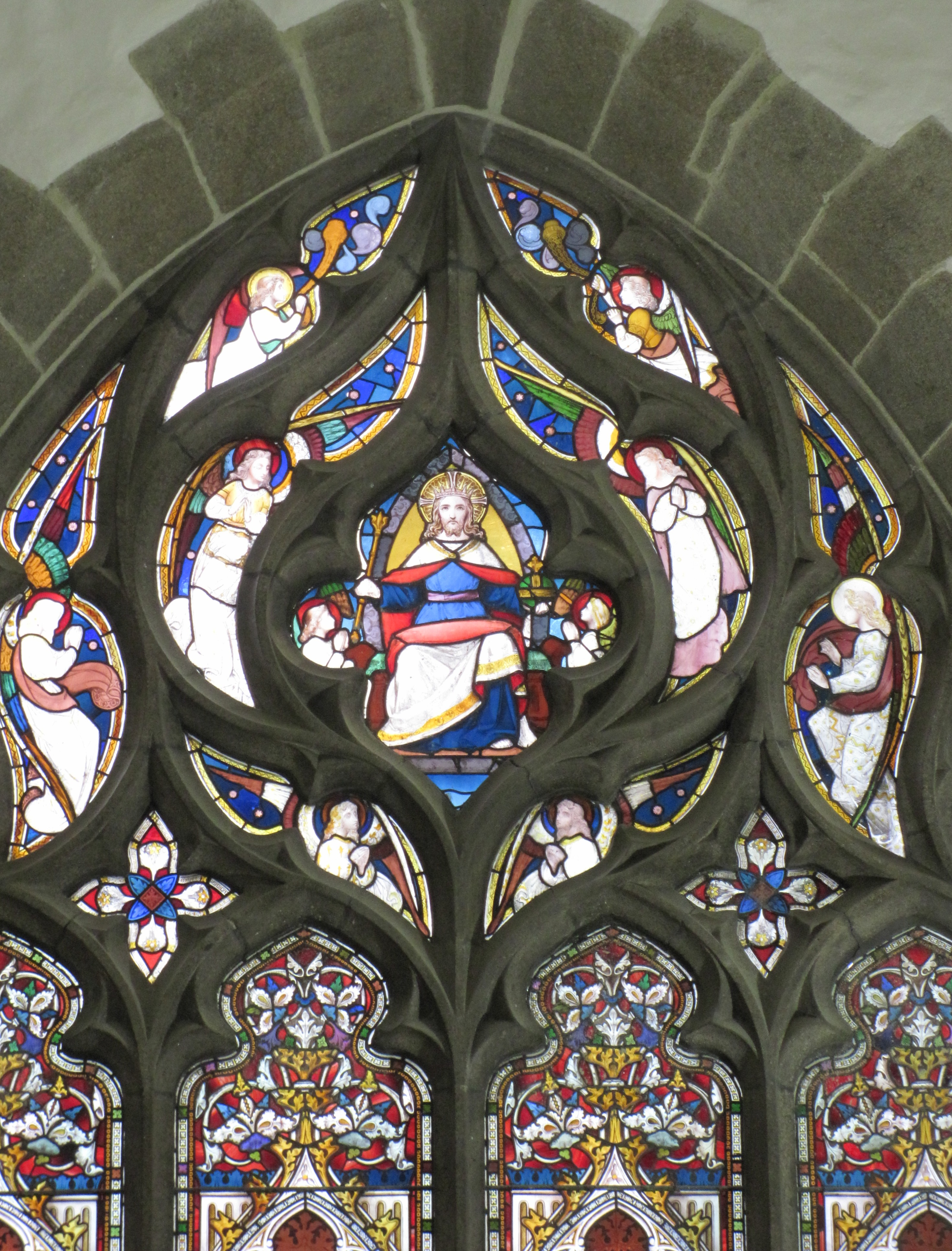
Vitraux.